# Burg Střekov

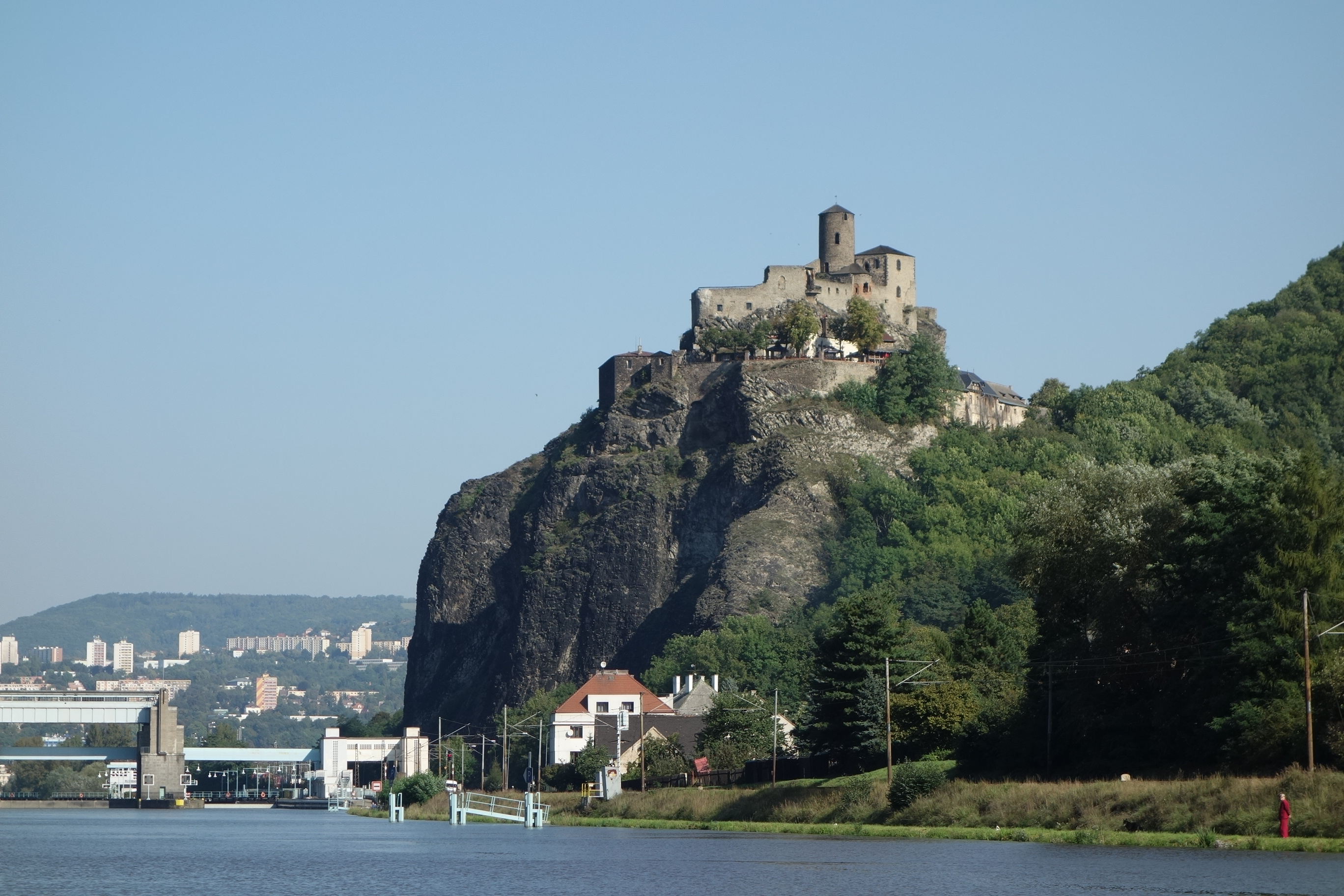
Střekov von Vaňov gesehen

Die Burg Střekov (deutsch Schreckenstein) ist eine gut erhaltene Burgruine. Sie befindet sich in Střekov, einem Ortsteil von Ústí nad Labem (Aussig an der Elbe), im Böhmischen Mittelgebirge in Tschechien. Bekannt geworden ist der Střekov vor allem durch das in der Galerie Neue Meister in Dresden befindliche Gemälde Überfahrt am Schreckenstein von Ludwig Richter. Bemerkenswert ist die Lage der Burg auf einem steilen, monolithischen Klingsteinfelsen, der direkt über der Elbe 100 Meter hoch aufragt und ein Wahrzeichen Nordböhmens darstellt. Große Teile der Burg sind heute noch erhalten oder wurden wieder aufgebaut, u. a. der  Bergfried, der Palas und die Burgmauern.

## Geschichte

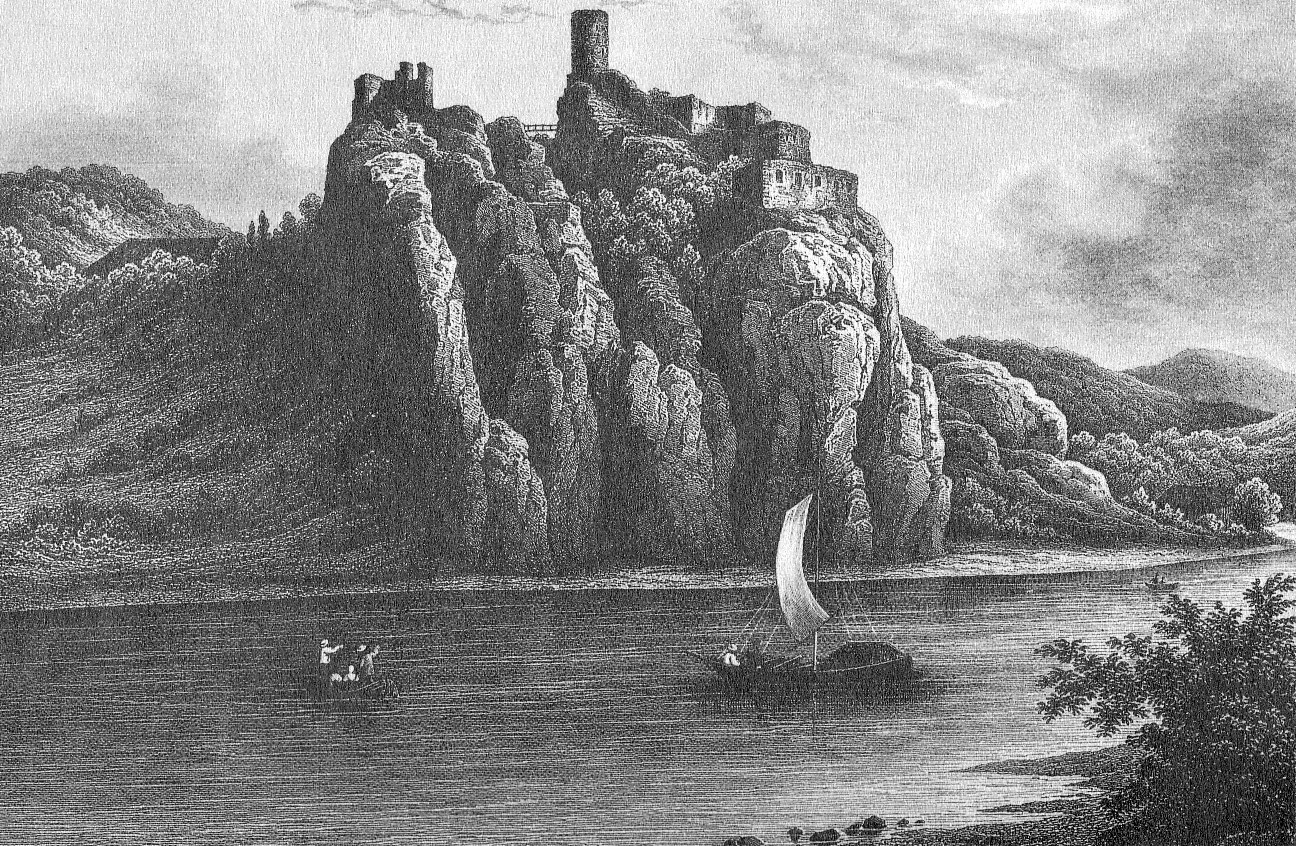
Ansicht um 1850

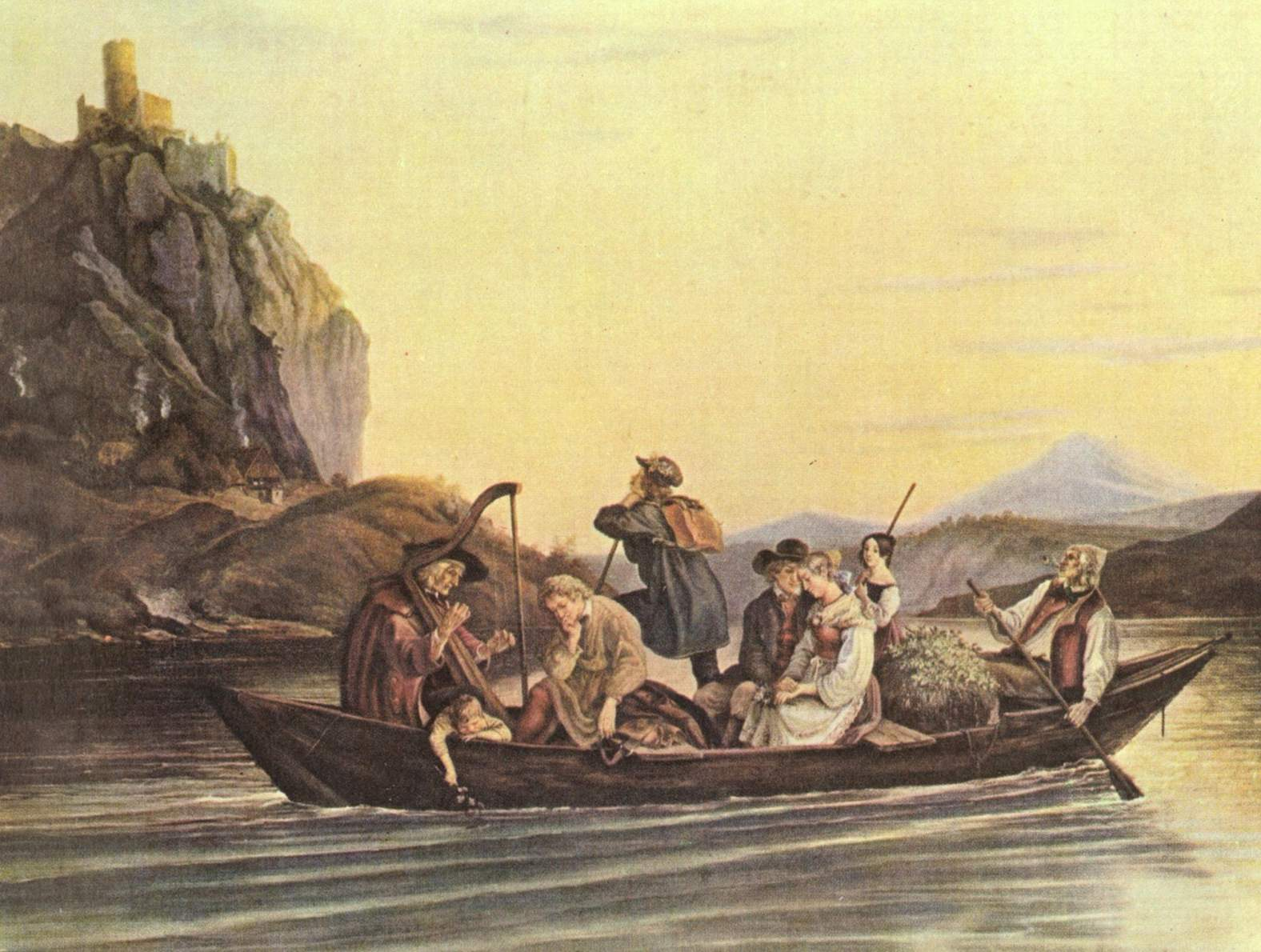
Überfahrt am Schreckenstein von Ludwig Richter

1316 verlieh der böhmische König Johann von Luxemburg das Areal der späteren Burg an einen Prager Bürger, um eine Burg zum Schutz des Schifffahrtsweges auf der Elbe zu errichten. Erstmals erwähnt wurde der Schreckenstein im Jahr 1319, als Pešek von Weitmühl die neue Burg als Lehen erhielt. Kurz darauf gelangte der Schreckenstein in den Besitz der Wartenberger aus Tetschen. In den Hussitenkriegen (ca. 1420–1430) fanden viele verfolgte Katholiken Zuflucht auf dem Schreckenstein.
Anfang des 16. Jahrhunderts wechselte der Besitz des Schreckensteins mehrfach, ab 1563 wurde Wenzel Popel von Lobkowitz Burgherr. Um 1570 wurde die Burg nochmals umgebaut und erweitert. Im Jahre 1601 ging die Burg in den unmittelbaren Besitz derer von Lobkowitz über. Anfang des 17. Jahrhunderts wurde die Burg nicht mehr ständig bewohnt und sie verfiel allmählich. Während des Dreißigjährigen Krieges wurde die Burg viermal geplündert.
Im 19. Jahrhundert wurde die malerische Burganlage zum Ziel erster Reisender. Bekannte Maler wie Ludwig Richter und Caspar David Friedrich sowie Ernst Gustav Doerell weilten auf der Burg und hielten sie in romantischen Bildern fest. 1830 wurde im ehemaligen Wirtschaftshof ein erster Burggasthof eingerichtet, der bis heute besteht. Im Jahre 1842 besuchte der Komponist Richard Wagner den Schreckenstein und ließ sich für seine Oper Tannhäuser inspirieren.

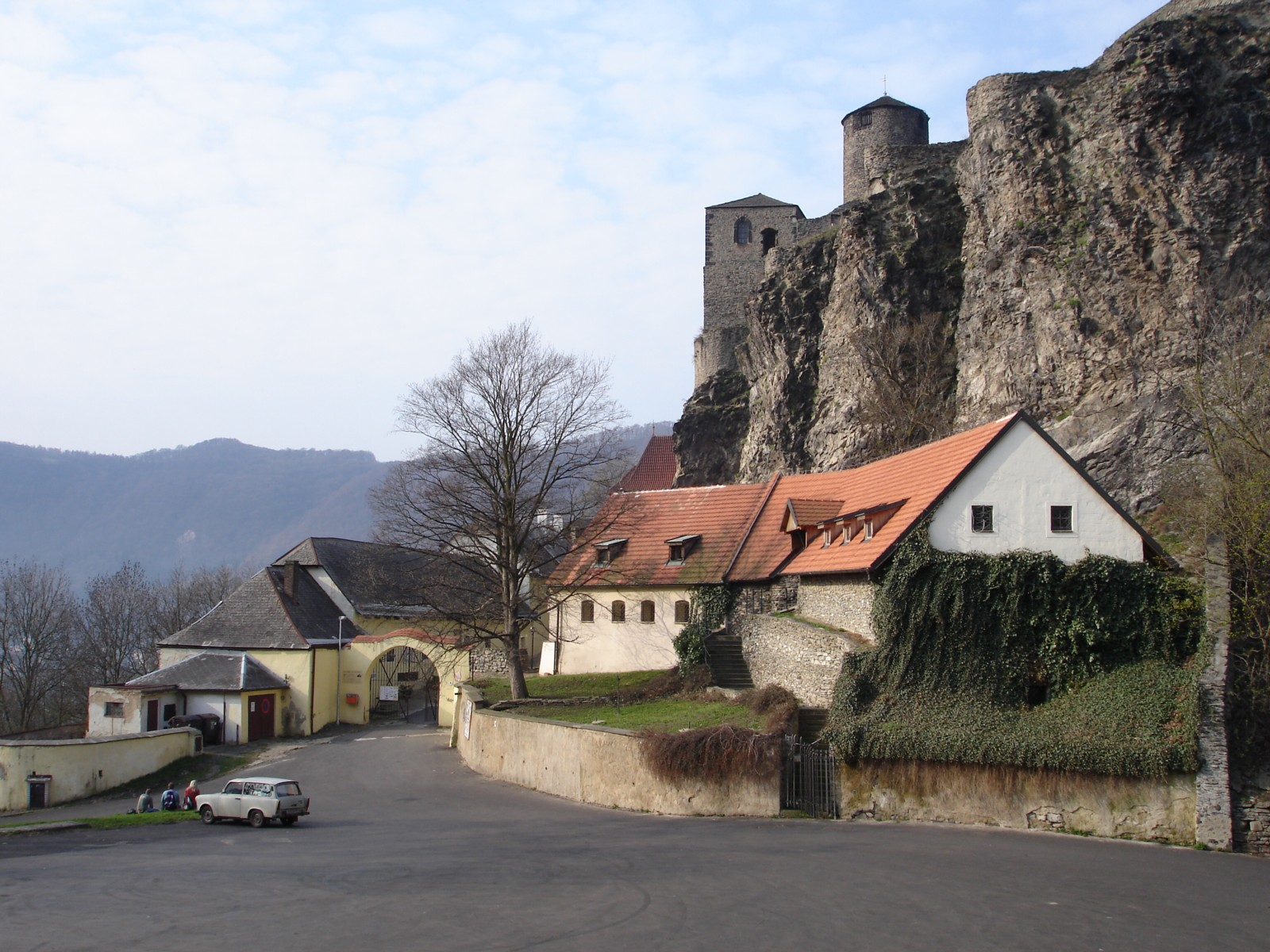
Burgtor

Erste Sicherungsarbeiten an der Burgruine wurden am Ende des 19. Jahrhunderts sowie in den Jahren 1911/12 durchgeführt. Eine Zäsur für das Burgareal war der Bau der zehnten Staustufe der Elbe-Moldau-Regulierung in den Jahren 1923–1936 direkt unter dem Burgfelsen. So wichtig dieses Stauwerk für eine sichere Elbschifffahrt ist, so stellt die Anlage doch ein besonders krasses Beispiel für die Zerstörung einer Kulturlandschaft dar.
Mit dem Februarumsturz 1948 wurden die Lobkowitz nach fast 400 Jahren enteignet und die Burg wurde Staatseigentum. 1953 wurde die Anlage unter Denkmalschutz gestellt. Nach 1990 wurde die Familie Lobkowitz rehabilitiert und erhielt ihr Eigentum zurück.
Im 1999 produzierten Film Die Hard Dracula diente die Burg als Kulisse der Burg Graf Draculas.